# Андріївка (Скадовський район)
Андрі́ївка — село в Україні, у Скадовській міській громаді Скадовського району Херсонської області. Населення становить 326 осіб.

## Історія
Відповідно до Розпорядження Кабінету Міністрів України від 12 червня 2020 року № 726-р «Про визначення адміністративних центрів та затвердження територій територіальних громад Херсонської області» увійшло до складу Скадовської міської громади.
24 лютого 2022 року село тимчасово окуповане російськими військами під час російсько-української війни.

## Населення
Згідно з переписом УРСР 1989 року чисельність наявного населення села становила 302 особи, з яких 137 чоловіків та 165 жінок.
За переписом населення України 2001 року в селі мешкало 326 осіб.

### Мовний склад
Рідна мова населення за даними перепису 2001 року:
| Мова       | Чисельність, осіб | Доля     |
| ---------- | ----------------- | -------- |
| Українська | 297               | 91,11 %  |
| Російська  | 14                | 4,29 %   |
| Вірменська | 9                 | 2,76 %   |
| Молдовська | 6                 | 1,84 %   |
| Разом      | 326               | 100,00 % |